# Reisaelva
La Reisaelva (en same du Nord : Ráiseatnu ; en kvène : Raisinjoki) est une rivière du nord de la Norvège, située dans le comté de Troms.
Le peuple Sámi vit dans la région depuis des milliers d'années, dépendant de la rivière et de ses affluents pour la pêche et l'élevage de rennes,. La Reisaelva et ses environs sont protégés par diverses mesures de conservation, notamment le parc national de Reisa et le conseil de gestion du saumon de la Reisaelva,,. 

## Étymologie
Le nom « Reisaelva » est dérivé de la langue sami du Nord, l'une des langues indigènes de la région. 
En same du Nord, la rivière s'appelle « Raisjohka », un mot composé de « rais » et de « johka ». « Rais » signifie « plat » ou « nivelé », tandis que « johka » signifie « rivière ». Par conséquent, « Raisjohka » se traduit approximativement par « rivière plate » en français.
Au fil du temps, le nom a été adapté à la langue norvégienne. On l'appelle désormais communément « Reisaelva » en norvégien. « Reisaelva » vient du norvégien qui signifie « s'élever ».

## Géographie
Elle coule du lac Ráisjávri, dans la municipalité de Nordreisa, à travers la vallée de la Reisa et se jette dans le Reisafjorden, dans le Kåfjord,,. 
La rivière mesure environ 90 kilomètres de long, ce qui en fait l'une des plus longues rivières du Troms,,. 
Plusieurs poissons pesant plus de 20 kilogrammes y ont été capturés,,. Au total, 481 kilogrammes de saumon, de truite de mer et d'omble chevalier ont été capturés en 2019,.